# Ebblinghem Military Cemetery
Le cimetière « Ebblinghem Military Cemetery » est un cimetière de la Première Guerre mondiale situé à Ebblinghem (Nord).

## Victimes
| Pays           | Victimes |
| -------------- | -------- |
| Royaume-Uni    | 279      |
| Canada         | 2        |
| Australie      | 158      |
| Afrique du Sud | 2        |
| Allemagne      | 11       |
| Total          | 452      |

## Coordonnées GPS
50° 44′ 06″ nord, 2° 25′ 07″ est